# Orleans (Nebraska)
Orleans è un villaggio degli Stati Uniti d'America della contea di Harlan nello Stato del Nebraska. La popolazione era di 386 persone al censimento del 2010.

## Storia
Orleans è stata fondata negli anni 1870. Probabilmente prende il nome dalla città di Orleans nel Massachusetts.

## Geografia fisica
Secondo lo United States Census Bureau, ha un'area totale di 0,60 miglia quadrate (1,55 km²).

## Società

### Evoluzione demografica
Secondo il censimento del 2010, c'erano 386 persone.

### Etnie e minoranze straniere
Secondo il censimento del 2010, la composizione etnica del villaggio era formata dal 98,7% di bianchi, lo 0,5% di asiatici, e lo 0,8% di altre razze. Ispanici o latinos di qualunque razza erano l'1,6% della popolazione.